# خولیو آبادی
خولیو آبادی (انگلیسی: Julio Abbadie; ۷ سپتامبر ۱۹۳۰ – ۱۶ ژوئیهٔ ۲۰۱۴ (۸۳ سال)) بازیکن فوتبال اهل اروگوئه بود.
از باشگاه‌هایی که در آن بازی کرده‌است می‌توان به جنوا، باشگاه فوتبال پنیارول و باشگاه فوتبال پنیارول اشاره کرد.
وی همچنین در تیم ملی فوتبال اروگوئه بازی کرده‌است.